# Таскулак
Таскула́к (каз. Тасқұлақ) — село у складі Сариагаського району Туркестанської області Казахстану. Входить до складу Капланбецького сільського округу.
У радянські часи село називалось Ташкулак.
Населення — 1773 особи (2021; 1623 у 2009, 1742 у 1999, 1506 у 1989).